# 지수당
지수당(池水堂)은 대한민국 경기도 광주시 남한산성면, 남한산성에 있는 건축물이다. 1983년 9월 19일 경기도의 문화재자료 제14호로 지정되었다.

## 개요
조선 현종 13년(1672)에 이세화(1630∼1701)가 지은 건물로 당시 고관들이 낚시를 즐기던 곳이다.
이세화는 조선 후기 문신으로 숙종 15년(1689) 인현왕후 폐위시 상소를 올렸다가 문초를 당하고 귀양을 가게 된다. 그 뒤 복직되어 공조·형조·병조·예조·이조판서 등을 두루 거쳤다.
지수당은 앞면 3칸·옆면 3칸 규모의 건물로, 지붕은 옆면에서 볼 때 여덟 팔(八)자 모양인 팔작지붕이다. 건물 앞뒤로는 세 개의 연못이 있었는데 하나는 매몰되어 지금은 두 개의 연못만 남아 있다.
연못 가운데에는 ‘관어정’이라는 정자가 있었으나 지금은 사라지고 빈 터만 남아 있다.

## 관리 단체
(재)경기문화재단에서 관리하여 왔으나, 2016년 12월 20일부터 경기도지사로 변경되었다.

## 같이 보기
- 남한산성

## 참고 자료
- 지수당 - 국가유산청 국가유산포털